# Exoediceropsis affinis
Exoediceropsis affinis is een vlokreeftensoort uit de familie van de Exoedicerotidae. De wetenschappelijke naam van de soort is voor het eerst geldig gepubliceerd in 1997 door Alonso de Pina.